# Tonfania
Tonfania là một chi bọ cánh cứng trong họ Chrysomelidae.
Chi này được miêu tả khoa học năm 1936 bởi Chen.

## Các loài
Chi này gồm các loài:
- Tonfania robusta Medvedev, 1993